# Ружиці (Ловицький повіт)
Ружиці (пол. Różyce) — село в Польщі, у гміні Коцежев-Полудньовий Ловицького повіту Лодзинського воєводства.
Населення — 472 особи (2011).
У 1975-1998 роках село належало до Скерневицького воєводства.

## Демографія
Демографічна структура станом на 31 березня 2011 року:
|          | Загалом | Допрацездатний вік | Працездатний вік | Постпрацездатний вік |
| -------- | ------- | ------------------ | ---------------- | -------------------- |
| Чоловіки | 240     | 55                 | 151              | 34                   |
| Жінки    | 232     | 48                 | 118              | 66                   |
| Разом    | 472     | 103                | 269              | 100                  |